# Вадул-Лека
Вадул-Лека (рум. Vadul-Leca) — село в Теленештском районе Молдавии. Наряду с сёлами Казанешты и Новая Вадул-Лека входит в состав коммуны Казанешты.

## География
Село расположено на высоте 53 метров над уровнем моря.

## Население
По данным переписи населения 2004 года, в селе Вадул-Лека проживает 1295 человек (651 мужчина, 644 женщины).
Этнический состав села:
| Национальность | Число жителей | Процентный состав |
| -------------- | ------------- | ----------------- |
| молдаване      | 1235          | 95.37             |
| румыны         | 52            | 4.02              |
| русские        | 5             | 0.39              |
| украинцы       | 3             | 0.23              |
| Всего          | 1295          | 100 %             |

## Известные уроженцы
- Водэ-Мокряк, Нина Георгиевна (1937—2013) — советская и молдавская актриса театра и кино, Народная артистка Молдавской ССР (1991).